# تیتان (ولسوالی ساغر)
تیتان (به لاتین: Titan) یک منطقهٔ مسکونی در افغانستان است که در ولسوالی ساغر واقع شده‌است. تیتان ۲٬۱۶۶ متر بالاتر از سطح دریا واقع شده‌است.